# Inmigración checa en Chile
La inmigración checa en Chile se entiende como el movimiento migratorio desde las regiones históricas que conforman la República Checa: Bohemia, Moravia y Silesia hacia la República de Chile. Al ser Chequia un Estado relativamente nuevo, creado tras la disolución de Checoslovaquia en 1993, es difícil de precisar con exactitud lo que se refiere a lo «checo» propiamente tal, mientras que algunos lo engloban al concepto de nación, otros lo consideran distintivamente al pueblo checo como grupo étnico, excluyendo a otros grupos como los judeochecos o los alemanes de los Sudetes. A pesar de que históricamente su presencia no es tan numerosa como la de otros inmigrantes europeos en el país del Cono Sur, en la actualidad se posiciona como la quinta diáspora checa más grande en América.

## Alemanes de los Sudetes
La localidad de Nueva Braunau, en la Región de Los Lagos, fue fundada por un grupo de innmigrantes de habla alemana provenientes de la actual ciudad checa de Broumov, quienes se consideraban como alemanes étnicos originarios de los Sudetes, cuando los territorios pertenecían al Imperio austrohúngaro. Asimismo, la localidad de Colonia Humán, en la actualidad conurbada totalmente con la ciudad de Los Ángeles, en la Región del Biobío, y Puyuhuapi en la Región de Aysén deben su fundación y colonización a colonos germánicos de distintas partes de Europa, incluyendo a inmigrantes de los actuales territorios checos. 
Tras la expulsión de alemanes de Checoslovaquia al término de la Segunda Guerra Mundial, un nuevo grupo de checo-alemanes de los Sudetes emigró hacia Sudamérica, en el caso chileno para establecerse principalmente en las colonias alemanas del sur del país, incluyendo Puyuhuapi. Los alemanes que vivían con los checos hablaron checo fluidamente cuando se comunicaban con los checos.

## Inmigración checoslovaca
Desde la creación de Checoslovaquia en 1918, se produjeron pequeñas oleadas migratorias de checos hacia el territorio chileno. Desde que se instauró un estado socialista, en 1948, algunos checos solicitaron asilo político en Chile. En 1939 la compañía de calzado Bata, fundada por el checo Tomáš Baťa, abrió su primera fábrica y tienda en Chile, convirtiéndose en una de las factorías del rubro más grandes del país y un ejemplo de modelo de bienestar social para sus empleados. Los trabajadores fundaron en 1940 el Club Deportivo Thomas Bata en su honor.
Durante la ocupación de Checoslovaquia por la Alemania nazi, un grupo de judeochecos arribó a Chile escapando del Holocausto y las posteriores confiscaciones y persecuciones del régimen comunista.

## Comunidad checa actual
Tanto Chequia como Chile recuperaron la democracia durante la misma época, poniendo fin a sus respectivos regímenes dictatoriales de ideologías opuestas: en 1989 con la revolución de terciopelo checoslovaca y en 1990 con la transición a la democracia chilena, lo que significó una apertura internacional de ambas naciones.
El Círculo Chileno-Checo es la principal organización de la colonia checa residente en el país. Realizan actividades socioculturales para la difusión de la cultura checa en el país y del mismo modo, trabajan en conjunto con la embajada checa en Chile, organizando presentaciones y talleres artísticos, celebrando festividades checas, como el Día de San Venceslao, patrocinando a la Escuela República Checa de Peñaflor, entre otras obras.
En el centro histórico de la capital chilena, una calle fue bautizada como Lídice en conmemoración al pueblo checo destruido por los nazis en venganza por el asesinato del oficial militar Reinhard Heydrich, quien era el protector de Moravia y Bohemia.

## Checos destacados en Chile
Dentro de los checos que han realizado aportes en Chile destacan el empresario Milan Platovsky, el deportista Benedicto Kocian, quien introdujo el voleibol en el país, el ajedrecista Walter Ader, el pintor František Ota, el filósofo Ernst Tugendhat, quien trabajó durante cuatro años en la Pontificia Universidad Católica de Chile, y la familia Kantor que se destaca en el rubro empresarial, siendo los fundadores de Dimacofi, y en el mundo político, donde destaca Pauline Kantor, exministra de Deporte. 
El ingeniero checo Pavel Pavel elaboró una teoría de base científica sobre cómo fueron erigidos los moais en la Isla de Pascua, para ello, realizó algunas expediciones hacia la isla polinésica de Chile insular entre 1986 y 2003.